# هنری رویس
سر فردریک هنری رویس (به انگلیسی: Sir Frederick Henry Royce) (زاده ۲۷ مارس ۱۸۶۳ - درگذشت ۲۲ آوریل ۱۹۳۳) صنعتگر، کارآفرین و مکانیک انگلیسی فعال در صنعت خودروسازی بود. وی در سال ۱۹۰۶ شرکت خودروسازی رولز-رویس را به همراه چارلز رولز، تأسیس کرد.